# Peter Stefan Herbst

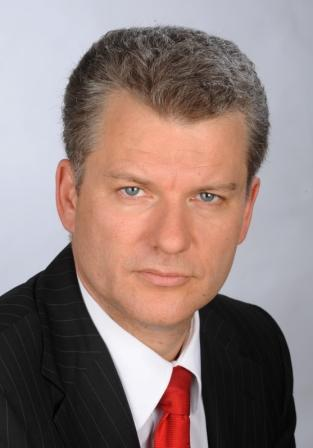
Peter Stefan Herbst (2008)

Peter Stefan Herbst (* 26. Dezember 1965 in Bonn) ist ein deutscher Journalist und seit 2005 Chefredakteur der Saarbrücker Zeitung.

## Leben
Nach dem Abitur am Ernst-Moritz-Arndt-Gymnasium Bonn studierte Peter Stefan Herbst Rechtswissenschaften an der Rheinischen Friedrich-Wilhelms-Universität Bonn und Politische Wissenschaften, Germanistik, Mittlere und Neuere Geschichte an der Universität zu Köln. Er arbeitete 1988 als Freier Mitarbeiter für Bild und Bild am Sonntag (Axel Springer Verlag) in München und Hamburg. Von 1988 bis 1991 war er als stellvertretender Pressesprecher der Fluggesellschaft LTU in Düsseldorf tätig.
Von 1991 bis 1994 arbeitete Herbst als Kolumnist, Redakteur für Sonderaufgaben und stellvertretender Lokalchef bei der Dresdner Morgenpost (Gruner + Jahr) sowie anschließend bis 1995 als landespolitischer Korrespondent und Leiter des Dresdner Büros für die Leipziger Volkszeitung. Von 1995 bis 1999 war er Chefredakteur der Dresdner Neuesten Nachrichten sowie von 1997 bis 1999 zusätzlich auch Geschäftsführer des Verlags Dresdner Nachrichten GmbH & Co. KG. Danach war Herbst von 1999 bis 2004 Chefredakteur der Lausitzer Rundschau. In dieser Zeit entwickelte er das redaktionelle Konzept für die neue Tageszeitung 20cent und gemeinsam mit dem amerikanischen Zeitungsdesigner Mario Garcia deren Layout. Herbst war zugleich Gründungschefredakteur von 20cent, das Produkt die erste Tabloid-Tageszeitung in Deutschland.
Seit Januar 2005 ist Herbst Chefredakteur der Saarbrücker Zeitung. Dort führte er 2005 ebenfalls den Titel 20cent ein, der 2009 infolge der Wirtschaftskrise und der Rückgänge im Anzeigengeschäft eingestellt wurde. Herbst setzte Anfang 2006 erstmals in Deutschland das später von Bild, Stern und zahlreichen weiteren Medien übernommene Konzept der Leserreporter um. Seit 2007 ist er zudem Geschäftsführer des Korrespondentenbüros Berliner Medienservice GmbH. 2010 hat der Aufsichtsrat der Saarbrücker Zeitung Verlag und Druckerei GmbH Herbst zum Prokuristen des Unternehmens berufen, das jetzt als Saarbrücker Zeitung Medienhaus GmbH firmiert.
Peter Stefan Herbst ist seit Mai 2007 verheiratet.

### Weitere Tätigkeiten
Von 1994 bis 1996 moderierte Herbst gemeinsam mit Christiane Gerboth und Jan Hofer die MDR-Fernsehtalkshow „Riverboat“. Von 1997 bis 2000 war er Lehrbeauftragter am Institut für Kommunikationswissenschaften der Technischen Universität Dresden. Von 2005 bis 2007 hielt er Gastvorlesungen an der Fakultät für Journalismus der staatlichen Universität Sofia und am Lehrstuhl für Massenkommunikation der privaten Neuen Bulgarischen Universität in Sofia. Von Anfang 2008 bis Mitte 2009 war Herbst Gastgeber der Fernsehtalkshow „SZ-Gespräch“ auf Saar TV. Seit 2009 ist er Mitglied des Aufsichtsrates der Katholischen Nachrichten-Agentur (KNA). Von 2010 bis 2019 moderierte er gemeinsam mit dem Chefredakteur des SR-Fernsehen, Norbert Klein, und von 2019 bis 2024 mit dessen Nachfolgerin Armgard Müller-Adams das crossmediale Gesprächsformat „Saartalk“.

### Ehrenämter
Von 1982 bis 1984 war Herbst Bundesvorsitzender der Schüler Union. 1997 bis 1999 war er Mitglied im Vorstand der Sächsischen Zeitungsverleger. 1999 bis 2004 gehörte er dem Kuratorium der Verwaltungs- und Wirtschaftsakademie Cottbus an. 2005 bis 2007 war er Mitglied des Kuratoriums des Max-Planck-Instituts für Informatik in Saarbrücken. Seit 2005 gehört Herbst dem Beirat des Deutschen Zeitungsmuseums in Wadgassen an. 2008 wurde er vom Kuratorium des Theodor-Wolff-Preises in die Jury des Journalistenpreises der deutschen Zeitungen berufen, seit 2017 ist er Kuratoriumsmitglied.

## Auszeichnungen
2004 und 2006 wurde Herbst von einer Fachjury des Medium Magazins unter die „Journalisten des Jahres“ gewählt. Die Zeitschrift Werben & Verkaufen führte ihn 2006 in ihrem Branchenranking unter den „100 wichtigsten Managern der Kommunikationsbranche“.